# Нудовка
Ну́довка — река в России, протекает в городском округе Ступино Московской области. Правый приток Северки.
Длина реки составляет 14 км, площадь водосборного бассейна — 46,6 км². Берёт начало у деревни Кунавино. Течёт на северо-восток по глубокой долине среди берёзовых и сосновых лесов. У реки расположено село Мартыновское и деревня Мясищево. Впадает в Северку в 53 км от её устья, у деревни Милино. В районе реки проходят туристические маршруты.
По данным Государственного водного реестра России, относится к Окскому бассейновому округу. Речной бассейн — Ока, речной подбассейн — бассейны притоков Оки до впадения Мокши, водохозяйственный участок — Москва от водомерного поста в деревне Заозерье до города Коломны.